# دانيال غيبونز
دانيال غيبونز (بالإنجليزية: Danielle Gibbons)‏ هي لاعبة كرة قدم بريطانية، ولدت في 31 يوليو 1992 في Preston, London ‏ في المملكة المتحدة. لعبت مع نادي ليفربول.

## وصلات خارجية
- دانيال غيبونز على موقع الاتحاد الأوربي (الإنجليزية)
- دانيال غيبونز على موقع قاعدة بيانات كرة القدم.إي يو (الإنجليزية)
- دانيال غيبونز على موقع Soccerway.com (الإنجليزية)